# Matthew Lewis
Matthew David Lewis (* 27. červen 1989, Leeds, West Yorkshire, Spojené království) je anglický herec známý rolí Nevilla Longbottoma.

## Životopis
Syn Adriana a Lyndy Lewisových. Má dva starší bratry – Chrise (televizní editor) a Anthonyho (herec a muzikant). Rád poslouchá skupiny The Killers, Guns and Roses, Velvet Revolver, The Strokes a Green Day. Je fanouškem FC Leeds United.
Matthew hraje od svých pěti let. Začal s menší rolí v televizi v Some Kind of Life a to šel zkusit na roli Nevilla Longbottoma.
Pro roli Nevila musel nosit falešné žluté a křivé zuby, o dvě velikosti větší boty a plastikové kousky umístěné za ušima, aby mu více odstávaly. To všechno proto, aby mu to dodalo šaškovský vzhled.
Během natáčení filmu Harry Potter a Fénixův řád, Helena Bonham Carterová, která hraje Belatrix Lestrangeovou nešťastnou náhodou propíchla Matthewovi ušní bubínek, když mu strčila svou hůlku do ucha.

## Filmografie

### Film
| Rok  | Název                                  | Role               | Poznámky                          |
| ---- | -------------------------------------- | ------------------ | --------------------------------- |
| 1995 | Some Kind of Life                      | Johnathan Taylor   |                                   |
| 1996 | Dalziel and Pascoe                     | Davy Plessey       | díl: „An Advancement of Learning“ |
| 1997 | Where the Heart Is                     | Billy Bevan        | díl: „Things Fall Apart“          |
| 1999 | Heartbeat                              | Alan Quigley       | díl: „Hollywood or Bust“          |
| 2001 | Harry Potter a Kámen mudrců            | Neville Longbottom |                                   |
| 2002 | Harry Potter a Tajemná komnata         | Neville Longbottom |                                   |
| 2004 | Harry Potter a vězeň z Azkabanu        | Neville Longbottom |                                   |
| 2005 | Harry Potter a Ohnivý pohár            | Neville Longbottom |                                   |
| 2006 | The Queen's Handbag                    |                    |                                   |
| 2007 | Harry Potter a Fénixův řád             | Neville Longbottom |                                   |
| 2008 | Harry Potter a Princ dvojí krve        | Neville Longbottom |                                   |
| 2010 | Harry Potter a Relikvie smrti – část 1 | Neville Longbottom |                                   |
| 2011 | Harry Potter a Relikvie smrti – část 2 | Neville Longbottom |                                   |
| 2012 | The Night of the Loving Dead           | Nigel              |                                   |
| 2013 | Vloupačka                              | Dodd               |                                   |
| 2013 | The Sweet Shop                         | reportér           |                                   |
| 2016 | Než jsem tě poznala                    | Patrick            |                                   |